# Iłowa (gmina)
Pour les articles homonymes, voir Iłowa.
La gmina d'Iłowa est une gmina urbaine-rurale (gmina miejsko-wiejska) ou mixte de la powiat de Żagań, dans la Voïvodie de Lubusz, dans l'ouest de la Pologne.
Son siège administratif (chef-lieu) est la ville d'Iłowa qui se situe à environ 15 kilomètres au sud-ouest de Żagań (siège de la powiat) et 53 kilomètres au sud-ouest de Zielona Góra (siège de la diétine régionale).
La gmina couvre une superficie de 153,05 km2 pour une population de 7 111 habitants en 2006 avec une population pour la ville d'Iłowa de 3 975 habitants et pour la partie rurale de 3 136 habitants.

## Histoire
De 1975 à 1998, la gmina est attachée administrativement à la voïvodie de Zielona Góra.

Depuis 1999, elle fait partie de la voïvodie de Lubusz.

## Géographie
Outre la ville d'Iłowa, la gmina inclut les villages et localités de :

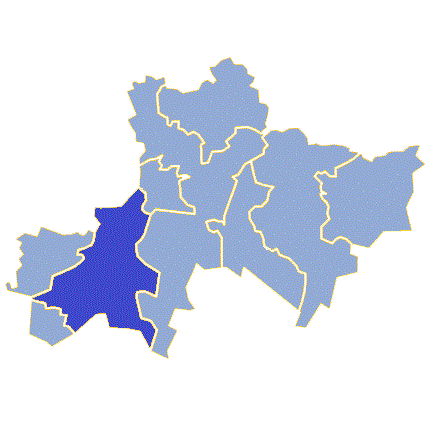
Plan de la gmina

- Borowe
- Czerna
- Czyżówek
- Jankowa Żagańska
- Klików
- Konin Żagański
- Kowalice
- Nowoszów
- Szczepanów
- Wilkowisko
- Żaganiec

### Gminy voisines
La gmina d'Iłowa est voisine :

des villes :
- Gozdnica
- Żagań

et des gminy suivantes :
- Osiecznica
- Węgliniec
- Wymiarki
- Żagań
- Żary

## Structure du terrain
D'après les données de 2002, la superficie de la commune d'Iłowa est de 92,75 kilomètres carrés, répartis comme telle :
- terres agricoles : 24%
- forêts : 66%

La commune représente 13,53% de la superficie du powiat.

## Démographie
Données du 27 février 2008:
| Description        | Total  | Total | Femmes | Femmes | Hommes | Hommes |
| ------------------ | ------ | ----- | ------ | ------ | ------ | ------ |
| Unité              | Nombre | %     | Nombre | %      | Nombre | %      |
| Population         | 7 216  | 100   | 3 707  | 51,4   | 3 507  | 48,6   |
| Densité (hab./km²) | 47,1   | 47,1  | 24,2   | 24,2   | 22,9   | 22,9   |

Population de la commune d'Iłowa
| Ville et villages | Habitants |
| ----------------- | --------- |
| Iłowa             | 4085      |
| Konin Żagański    | 730       |
| Czyżówek          | 560       |
| Jankowa Żagańska  | 471       |
| Borowe            | 465       |
| Czerna            | 366       |
| Szczepanów        | 251       |
| Klików            | 99        |
| Żaganiec          | 95        |
| Wilkowisko        | 59        |
| Kowalice          | 35        |
| Nowoszów          | 0         |